# 拓扑结构域
拓扑结构域（英語：Topological domains）或称为拓扑相关结构域（Topologically associating domains，简称）是染色质亚结构的学术名称。类似的定义还包括接触结构域、DNA环结构域、邻近绝缘结构域等。这一结构最先通过高通量染色质三维构象捕获技术（Hi-C）被发现，之后又被显微成像技术确认。拓扑结构域目前在细菌、真菌、动物和一些植物中都有所发现，一般其尺度约在千到百万DNA碱基。
尽管对拓扑结构域的功能理解尚不明朗，目前学界认为这是染色质施行诸如转录、复制、表观遗传修饰等功能的基本单位。一些证据表明，当拓扑结构域边界被破坏后，较大规模的基因表达会受到影响。

## 拓扑结构域的发现和定义
拓扑结构域是通过高通量染色质捕获技术最先于2012年被发现。通过上亿读本文库的深度测序和对 DNA 相互作用频率的计算，科学家获得了高分辨的染色质相互作用图谱。在图谱中，一些结构更倾向于与结构内的 DNA 相互作用。科学家通过隐马尔科夫模型定义了方向因子 (Direction index)，并用这一方法确认一对 DNA 是否对上游和下游的 DNA 有相互作用的更多倾向，并通过这样的方法预测拓扑结构域的边界，进而定义基因组的所有拓扑结构域位置。

## 拓扑结构域的形成
一些蛋白质目前被认为对拓扑结构域的形成有关，其中包括转录因子CTCF和蛋白质复合体黏连蛋白 (cohesin)。这些蛋白通过染色质免疫共沉淀测序技术被发现富集在拓扑结构域的边界上。由于边界还富集有大量常表达基因 (housekeeping gene) 和转运 RNA (tRNA) 基因，一种理论认为活跃的转录与拓扑结构域的形成有关。
新的理论认为，拓扑结构域可以通过 DNA 环外挤 (DNA loop extrusion) 机制得以实现。这一理论预测黏连蛋白在 DNA 上滑动，直到遇到CTCF二聚体之后停止运动。
在拓扑结构域中，DNA 环是更高分辨率的原位全基因组染色质三维构象捕获技术(in situ Hi-C) 获得的亚结构。在 DNA 环亚结构中，有一类特殊的结构被认为与启动子和增强子的相互作用有关。这一发现为基因调控寻找到了新的机制。最新研究表明，阴阳因子1 (Yin-yang factor 1, YY1)对启动子和增强子相互作用起到重要的作用 。